# Fernando de Moraes
Fernando de Moraes (nacido en Montevideo el 6 de octubre de 1964) es un cantautor uruguayo de género popular, ganador del premio AUREA 2014 a la trayectoria en la música. Músico de vasta trayectoria que comienza a principios del año 1985 participando en el carnaval uruguayo como parte del elenco de murga La Embargada, que le introdujo en un género musical diferente y popular.
A partir de ese año comienza a consolidar su carrera artística, siendo director y arreglador coral de Falta y Resto, Araca La Cana, La Milonga Nacional; entre otras murgas destacadas. 
Así como también Integro el Grupo 8 de Momo en 2016 y en 2020 la Guardia Vieja de la Falta. 
Se ha especializado en la docencia, siendo director coral en diferentes colegios en iniciación musical en primaria, trabajando para niños especiales en Instituto Nuevo Sol y en centro de educación Serendipia, Montevideo; y en la escuela de Iniciación teatral "Canto para Actores".
Entre otras actividades destacadas, ha realizado giras internacionales brindando talleres invitado por la Federación de Músicos Rurales de Francia, en París, y 12 ciudades más del país, y ha recorrido diferentes países presentando sus trabajos proponiendo talleres llevando el género murga a lugares como San Sebastián, Madrid, Buenos Aires, Rosario, Sunchales, Rafaela, Estados Unidos.
También brinda talleres de música en su ciudad natal Montevideo, además de realizar talleres en otros departamentos como Rocha, Florida, Tacuarembó, etc.
Músico acompañante de José Carbajal "El Sabalero", Washington "Canario" Luna, Carlos "Pájaro" Canzani, con quien grabó un CD en París. En Angel's Studio cantó formando dueto con Mónica Santos, realizando giras artísticas.

## Biografía

### Infancia
Fernando de Moraes nació el 6 de octubre de 1964 en la ciudad de Montevideo, en el barrio Cordón. Cursó sus estudios básicos en la Escuela del Niño Jesús de Praga. En sus primeros años de vida, su padre, bandoneonista, lo introdujo en el mundo de la música. Entre fuelles, guitarras y violines se fue desarrollando su interés por la música, más particularmente por la guitarra.
Su adolescencia transcurrió en el liceo Adoratrices. A los 15 años, junto a algunos compañeros de colegio, se formó su primera banda: Atila, con la cual participaron en un concurso de rock en el Instituto Anglo Uruguay. Posteriormente tiene su segunda experiencia musical formando un dúo de música popular llamado Imagen, actuando de teloneros de Pachamanka, Jorginho Gularte, entre otros.

### Inicios artísticos
Sus inicios artísticos se dieron conjuntamente entre la formación de bandas en su adolescencia. Sus primeras incursiones a nivel teatral fueron con Eduardo Sarlos y Bernardo Trías, donde compuso sus primeras canciones para teatro y cantó en vivo en la obra Cazuela de pecados, con actuación estelar de Beatriz Massons, en el teatro Florencio Sánchez, de la ciudad de Paysandú.
Posteriormente forma parte de una banda llamada Trío con carpa, junto a Jorge "Loquillo" Garrido y Maorick Techeira, quienes lo acercan al mundo de la murga. Fue allí que de mano de la murga "La Embargada" realiza sus primeros pasos en carnaval. Permaneció tres años en dicho grupo, y en 1988 pasó a integrar la murga "Falta y Resto". Allí comenzó a sentir influencias de otros músicos, y tomó clases con el "Choncho" Lazaroff.
Integró el grupo de murga "El Canario Luna y sus Amigos", un grupo formado por "El Canario" para hacer shows y giras, una banda con grandes músicos y vocalistas, destacando algunos de ellos: Ronald Arismendi, Carlos Ballaque, Julio Julián, El Zurdo Bessio, Edu "Pitufo" Lombardo, "Pinocho" Routin, Daniel Carluccio, etc.
Paralelamente comenzó a brindar talleres de murga en Montevideo (teatro El Tinglado), algo que posteriormente llevaría por todo el país como forma de intercambio con otros artistas en diferentes ciudades. Por el año 1989 comienza a trabajar en Radio como productor, seleccionador musical y conductor en Emisora Alfa FM, en los programas "Esta Tarde", "Nadie es Perfecto", "Esto es Nuestro" (con Mónica Wellington) y "El espejo" (con Aris Idiartagaray). En Emisora de la Costa FM fue conductor de "Parada 22". Luego comienza su proyecto radial Fuera de Ambiente, el cual cumple 7 Temporadas. 5 años formando parte de M24, 1 año en la 1410 AM, y actualmente a través de FM Ciudadela.
Comienza a trabajar además como mánager de "Jorge Nasser". Compone, junto a "Jorge Bonaldi", música inédita para "Falta y Resto". En 1991 produce y es jurado en el Primer Concurso de la Canción Nacional Inédita, organizado por Emisora Alfa FM, donde se premia a jóvenes artistas, entre ellos a Jorge Drexler, Carlos Vidal, Tocata y fuga, María Rosa Castrillón y Gastón Rodríguez, cuyo premio era la edición de un disco, el cual fue editado por el sello Sondor.
Su actividad como docente se desarrolla en Iniciación musical en los colegios "Paco Espínola", "Naranjitas", y como Director de Coro en el "Instituto Nuevo Sol", para niños especiales, Director de coro de padres del colegio "Santa Elena", y en talleres que ha brindado en otros países, entre los que se destacan Argentina, Brasil, Canadá, Estados Unidos, Francia y España.
En Francia tuvo oportunidad de realizar sus talleres en más de 12 ciudades (invitado por la Federación de Músicos Rurales de Francia), destacándose París, donde además grabó un CD, junto a Carlos "Pájaro" Canzani, en Angel's Studio. Formó parte de la gira realizada por "Araca La Cana" en Madrid y San Sebastián, donde realizó talleres de tango y murga.
Incursiona nuevamente en Teatro bajo la dirección de "Imilce Viñas", en las obras "Tango y Conventillo" y "Lisístrata", siendo su director musical y componiendo la música original. Trabaja en teatro para niños, en las obras "El chico de la historieta" (Ziraldo), "Alejandro en un día horroroso espantoso y apestoso" (dirección de Gabriela Figueroa), "El planeta es tu casa" (Ignacio Antúnez), siendo director musical, componiendo música original e interpretación en vivo.
Docente en Canto para Actores, escuela de iniciación teatral. Músico acompañante de José Carbajal "El Sabalero" en sus shows y giras por Estados Unidos y Sudamérica. Ejecutante de bajo en "Los Matreros Tango Club", shows de tango en el Ateneo de Montevideo. Formó parte de la banda de Washington "Canario" Luna en sus presentaciones en vivo, giras y grabaciones.

## Actualidad
- Trabajando en la grabación y presentación de su segundo material discográfico
- Realizando Talleres de Murga en Montevideo, Interior y Exterior de Uruguay. Como ha realizado en Tacuarembó, La Paloma, Chuy, Canelones. En Buenos Aires; y más de 12 ciudades de Francia.
- En gira por todo el país, con presentación en vivo.
- Finalizando un ciclo como comentarista de Carnaval del Futuro.
- Comenzando el ciclo de Carnaval 2025  junto a Araca La Cana.

### Historias urbanas
- Historias urbanas (2013)

### Como solista
- Bohemio y soñador (2013)

### Colaboraciones
- Con Carlos Vidal (1992)

## Premios y nominaciones
- Finalista en el Premio Víctor Soliño de Música Inédita 2005, con "La Ronca".[2]
- Premio AUREA a la Trayectoria 2014.